# Guda de Waldeck et Pyrmont
Pour les articles homonymes, voir Waldeck.
La princesse Guda de Waldeck et Pyrmont (en allemand : Prinzessin Guda zu Waldeck und Pyrmont), née le 22 août 1939, est la plus jeune fille de Josias, prince héréditaire de Waldeck et Pyrmont, chef de la maison de Waldeck et Pyrmont de 1946 à 1967. Elle est la première femme de Frédéric Guillaume, prince de Wied.

## Jeunesse
Guda est née à Arolsen, en Allemagne, cinquième enfant et quatrième fille de Josias, prince héréditaire de Waldeck et Pyrmont (1896–1967) et de sa femme, la duchesse Altburg d'Oldenbourg (1903-2001). Par son père, général de la SS pendant la Seconde Guerre mondiale, elle est une descendante de George II de Grande-Bretagne et, à ce titre, incluse dans l'ordre de succession au trône britannique, où elle occupait le sept-cent-quatre-vingt-dix-huitième rang au 1er janvier 2001.

## Mariage
Guda se marie le 9 septembre 1958, à Arolsen, avec Frédéric Guillaume, prince de Wied (1931–2000), fils aîné du prince Hermann de Wied et de sa femme la comtesse Marie Antonia de Stolberg-Wernigerode. Ils divorcent en 1962.
Ils ont eu deux enfants :
- Alexander, prince de Wied (né le 29 septembre 1960)
- Carl, prince de Wied (27 octobre 1961–12 mars 2015) marié à la princesse Isabelle de Isenburg. Ils ont des enfants dont Maximilian, prince de Wied (né en 1999).

Guda se remarie le 9 mars 1968 à Schaumburg avec Horst Dierkes (né en 1939). De cette union naissent deux enfants :
- Vicco Dierkes (né le 15 juin 1970)
- Christian Dierkes (né le 18 septembre 1974)

## Titres
- 22 août 1939 – 9 septembre 1958 : Son altesse sérénissime la princesse Guda de Waldeck et Pyrmont
- 9 septembre 1958 – 1962 : Son altesse sérénissime la princesse de Wied
- 1962 – 9 mars 1968 : Son altesse sérénissime la princesse Guda de Waldeck et Pyrmont
- depuis le 9 mars 1968 : Son altesse sérénissime la princesse Guda de Waldeck et Pyrmont, madame Horst Dierkes